# Faujasiidae
De Faujasiidae zijn een familie van uitgestorven zee-egels (Echinoidea) uit de orde Clypeasteroida.

## Geslachten
- Onderfamilie Stigmatopyginae Smith & Wright, 2000 †
  - Actapericulum Holmes, 1995 †
  - Australanthus Bittner, 1892 †
  - Cardiopygus Aziz & Badve, 2001 †
  - Gongrochanus Kier, 1962 †
  - Hardouinia Haime, 1853 †
  - Limpasiaster Aziz & Badve, 2001 †
  - Petalobrissus Lambert, 1921 †
  - Procassidulus Lambert, 1918 †
  - Progongrochanus Aziz & Badve, 2001 †
  - Rhynchopygus d'Orbigny, 1855 †
  - Stigmatopygus d'Orbigny, 1855 †
  - Tamililampus Aziz & Badve, 2001 †
- Onderfamilie Faujasiinae
  - Daradaster Tessier, 1952 †
  - Domechinus Kier, 1962 †
  - Eurypetalum Kier, 1962 †
  - Faujasia d'Orbigny, 1855 †
  - Lefortia Cossmann, 1901 †
  - Pygurostoma Cotteau & Gauthier, 1895 †
  - Zuffardia Checchia-Rispoli, 1917 †